# La Bouteille

La Bouteille este o comună în departamentul Aisne din nordul Franței. În 1 ianuarie 2022 avea o populație de 468 de locuitori.